# Shanks (filme)
Shanks é um filme norte-americano de 1974, do gênero terror, dirigido por William Castle e estrelado por Marcel Marceau e Tsilla Chelton.
Mais uma "experiência alucinatória" do que um filme, Shanks foi o último trabalho de William Castle.
A trilha sonora, de Alex North, concorreu ao Oscar da categoria.

## Sinopse
Antes de falecer, Old Walker, um excêntrico inventor, transmite ao bonequeiro Malcolm Shanks a habilidade de reviver corpos mortos. Com o auxílio de Celia, uma jovem estranha, Malcolm dá vida a vários cadáveres e começa uma série de roubos.

## Premiações
| Patrocinador                                  | Prêmio | Categoria                       | Situação |
| --------------------------------------------- | ------ | ------------------------------- | -------- |
| Academia de Artes e Ciências Cinematográficas | Oscar  | Melhor Trilha Sonora (Original) | Indicado |

## Elenco
| Ator/Atriz          | Personagem                |
| ------------------- | ------------------------- |
| Marcel Marceau      | Malcolm Shanks/Old Walker |
| Tsilla Chelton      | Senhora Barton            |
| Philippe Clay       | Senhor Barton             |
| Cindy Eilbacher     | Celia                     |
| Helena Kallianiotes | Mata Hari                 |
| Larry Bishop        | Napoleão                  |
| Don Calfa           | Einstein                  |
| Biff Manard         | Golias                    |
| Mondo               | Gengis Khan               |
| Read Morgan         | Policial                  |
| Phil Adams          | Beethoven                 |
| William Castle      | Grocer                    |
| Lara Wing           | Garotinha                 |